# Shane Lynch
Shane Eamon Mark Stephen Lynch (* 3. července 1976 Dublin) je irský zpěvák, skladatel a profesionální driftový jezdec, známý jako člen Boyzone. V posledních letech[kdy?] soutěží v automobilových závodech. Účastnil se také reality show Celebrity Big Brother v roce 2018 a objevil se jako porotce v soutěži All Ireland Talent Show. Lynch se stal nejvýraznějším členem skupiny díky svým piercingům, tetováním a častým násilným výbuchům, které se konaly mezi členy kapely. V roce 1999, kdy se zúčastnil MTV Europe Music Awards s kapelou, šokoval publikum tím, když měl na sobě teplákovou soupravu, zatímco jeho kolegové měli obleky a svým neobvyklým projevem. Lynch trpí dyslexií.